# オメルタ (アルバム)
『オメルタ』（Omertà）は、アメリカ合衆国のヘヴィメタル・バンド、アドレナリン・モブが2012年に発表した、初のスタジオ・アルバム。

## 背景
「カム・アンダン」はデュラン・デュランのカヴァーで、ヘイルストームのリジー・ヘイルがゲスト・ボーカリストとして参加した。また、日本盤ボーナス・トラックの「ザ・モブ・ルールズ」はブラック・サバスのカヴァーで、この曲は2011年発売のEP『Adrenaline Mob』にも収録されていた。
本作のミキシングは、過去にスティール・パンサーやアンスラックス等の作品のプロデューサーを務めたジェイ・ラストンによる。

## 反響
母国アメリカでは初週に約6600枚を売り上げ、総合アルバム・チャートのBillboard 200では70位に達して、『ビルボード』のハード・ロック・アルバム・チャートでは5位、ロック・アルバム・チャートでは20位を記録した。フィンランドでは、2012年第13週のアルバム・チャートで36位を記録したが、翌週にはチャート圏外となった。

## 収録曲
特記なき楽曲はラッセル・アレンとマイク・オーランドの共作。
1. アンドーンテッド - "Undaunted" - 4:44
2. サイコセイン - "Psychosane" - 4:37
3. インディフェレント - "Indifferent" - 4:30
4. オール・オン・ザ・ライン - "All on the Line" - 4:20
5. ヒット・ザ・ウォール - "Hit the Wall" - 6:32
6. フィーリン・ミー - "Feelin' Me" - 3:55
7. カム・アンダン - "Come Undone" (Nick Rhodes, Warren Cuccurullo, Simon Le Bon, John Nigel Taylor) - 4:50
8. ビリーヴ・ミー - "Believe Me" - 3:59
9. ダウン・トゥ・ザ・フロア - "Down to the Floor" - 3:33
10. エンジェル・スカイ - "Angel Sky" - 4:25
11. フレイト・トレイン - "Freight Train" - 4:13

### 日本盤ボーナス・トラック
1. ザ・モブ・ルールズ - "The Mob Rules" (Tony Iommi, Ronnie James Dio, Geezer Butler) - 3:17

## 参加ミュージシャン
- ラッセル・アレン - ボーカル
- マイク・オーランド（英語版） - ギター、ベース
- マイク・ポートノイ - ドラムス

ゲスト・ミュージシャン
- リジー・ヘイル - ボーカル(on #7)